# Dominic Vinicius
Dominic Vinícius Eberechukwu Uzoukwu (sinh ngày 5 tháng 1 năm 1995), thường được biết đến với tên Dominic Vinicius, là một cầu thủ bóng đá người Brasil–Nigeria thi đấu ở vị trí tiền đạo cho câu lạc bộ Thép Xanh Nam Định.

## Sự nghiệp câu lạc bộ
Dominic Vinícius chuyển đến câu lạc bộ lớn Athletico Paranaense vào năm 2012, trước khi chuyển đến câu lạc bộ Vejle vào năm 2016 và vô địch giải U20 quốc tế sau khi đánh bại Benfica trong trận chung kết. Trước đó trong sự nghiệp của mình, anh đã được cho mượn đến câu lạc bộ nhỏ hơn của Brazil Cuiabá và Portuguesa.

### Câu lạc bộ bóng đá Vejle

#### 2016/2017
Trước mùa giải 2016/17, Dominic Vinicius đã ký hợp đồng với Vejle Boldklub vào ngày 20 tháng 7 năm 2016 trong hai năm cho đến mùa hè 2018. Do đó, anh trở thành cầu thủ Brazil thứ 6 mọi thời đại của câu lạc bộ.
Dominic Vinicius (194 cm) đã được ký hợp đồng sau khi thử việc tại một câu lạc bộ đang tiến hành tân trang toàn bộ trước mùa giải. Chủ sở hữu mới Andrei Zolotko vừa mua lại phần lớn cổ phần của câu lạc bộ Vejle Bold, bổ sung 19 cầu thủ mới cho câu lạc bộ trong nửa đầu mùa giải.
Dominic Vinicius bắt đầu mùa giải trước Fremad Amager nhưng ngồi dự bị trong hai trận tiếp theo. Trong trận lượt đi thứ tư của mùa giải với FC Helsingoer, anh ấy vào sân thay người ở phút thứ 25 và để thủng lưới một bàn cùng một pha kiến tạo. Anh ấy bắt đầu phần còn lại của mùa giải và là cầu thủ ghi nhiều bàn thắng nhất trong mùa giải 2016/2017 NordicBet Liga với 15 bàn thắng sau 28 trận.

#### 2017/2018
Ngay sau mùa thu 2017, Dominic Vinicius gia hạn hợp đồng với Vejle Boldklub đến hè 2019. Trong nửa đầu mùa giải 2017/18, anh tiếp tục là kỷ lục gia của Vejle Boldklub và qua đó là cầu thủ ghi bàn nhiều nhất. câu lạc bộ với chín bàn thắng vào mùa thu.
Tuy nhiên, vào cuối mùa thu, anh ấy đã bị đuổi khỏi đội một thời gian ngắn cùng với các đồng đội Imed Ruati và Alan Gonsalves Souza. Điều này xảy ra trước trận đấu với Fremad Amager. Huấn luyện viên Adolfo Solmani chấp nhận hậu quả của bộ ba vì vi phạm các quy tắc của câu lạc bộ và để họ tự tập luyện.